# Egnasia vicaria
Egnasia vicaria là một loài bướm đêm trong họ Noctuidae.